# جان-نويل لينغاني
جان-نويل لينغاني (12 ديسمبر 1989) لاعب كرة قدم بوركيني من دون نادي حاليا ويجيد اللعب في مركز قلب الدفاع.

## السيرة
في 30 يوليو 2016 أعلن الأهلي الذي ينافس في الدوري البحريني الممتاز التعاقد مع لينغاني لمدة موسم واحد.
في 31 أغسطس 2016 قرر الأهلي فسخ التعاقد معه بناء على طلب من المدرب التونسي فتحي العبيدي وتم التعاقد مع التونسي أسامة بوغانمي مكانه.

## الإنجازات

### إيتوال فيلانتي واغادوغو
- دوري بوركينا فاسو الممتاز (1): 2008
- كأس بوركينا فاسو (2): 2008، 2011
- كأس سوبر بوركينا فاسو (1): 2010

### سكك حديد كاديوغو
- كأس بوركينا فاسو (1): 2012
- كأس سوبر بوركينا فاسو (1): 2012

### هورويا
- البطولة الوطنية الغينية (1): 2015
- كأس غينيا الوطني (1): 2014